# Керрі Робертс
Керрі Робертс (англ. Kerrie Roberts; 1 січня 1985, Маямі, Флорида) — американська виконавиця сучасної християнської музики.
Вона випустила один повний альбом і мініальбом разом з компанією звукозапису Reunion Records. 2005 року вона випустила свій дебютний сингл. Кілька пісень з її однойменного дебютного альбому, «Kerrie Roberts», були у чарті Billboard Hot Christian Songs (Найкращі християнські пісні), в тому числі в десятку увійшов хіт «No Matter What».
Керрі Робертс зростала як дочка пастора і керівника церковного хору. Через це вона, будучи дитиною, проводила багато часу в церкві. Керрі почала виконувати музичні композиції у віці 5 років, співаючи в церковному хорі її мами. Згідно з її автобіографією на YouTube, вона була настільки мала, що їй довелося стояти на ящику з-під молока для того, щоб відвідувачі помісної церкви могли побачити її. Врешті-решт, цей досвід допоміг їй стати піаністкою та керівником прославлення в церкві. До того, як піти у старшу школу, де вона і почала писати власні пісні, Кері співала лише у церкві батьків. Вона продовжувала писати, відвідуючи коледж при Університеті Маямі, який закінчила, отримавши ступінь із студійної музики і джазового вокалу.
Після закінчення коледжу, Кері Робертс розпочала свою музичну кар'єру. Першим її релізом став сингл «It Is Well with Me.» Трек вийшов без альбому у вересні 2005 року.
Альбом Керрі Робертс, який вона випустила пізніше, досяг 29-го місця у чарті журналу Billboard, серед християнських альбомів. Три сингли з альбому були у чарті Billboard серед найкращих християнських пісень. Пісня "No Matter What " посіла 9-те місце, «Outcast» — 29, і «Take You Away» — 28.
Новий сингл «Rescue Me (How The Story Ends)» був використаний як промо для драми «Once Upon a Time» на ABC, який вийшов на екрани у США, 23 жовтня 2011 року.